# Kirche Dilschhausen

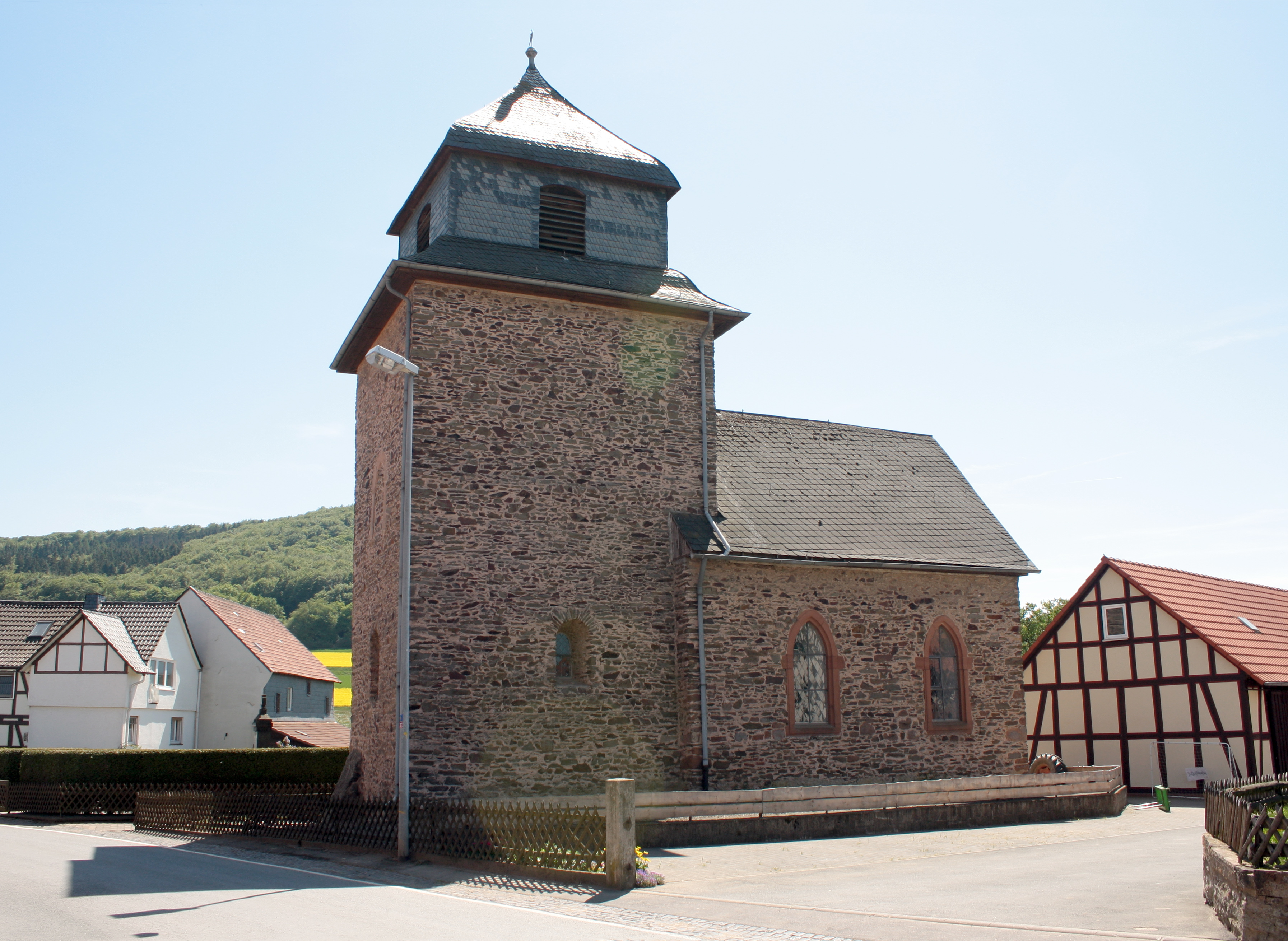
Kirche Dilschhausen

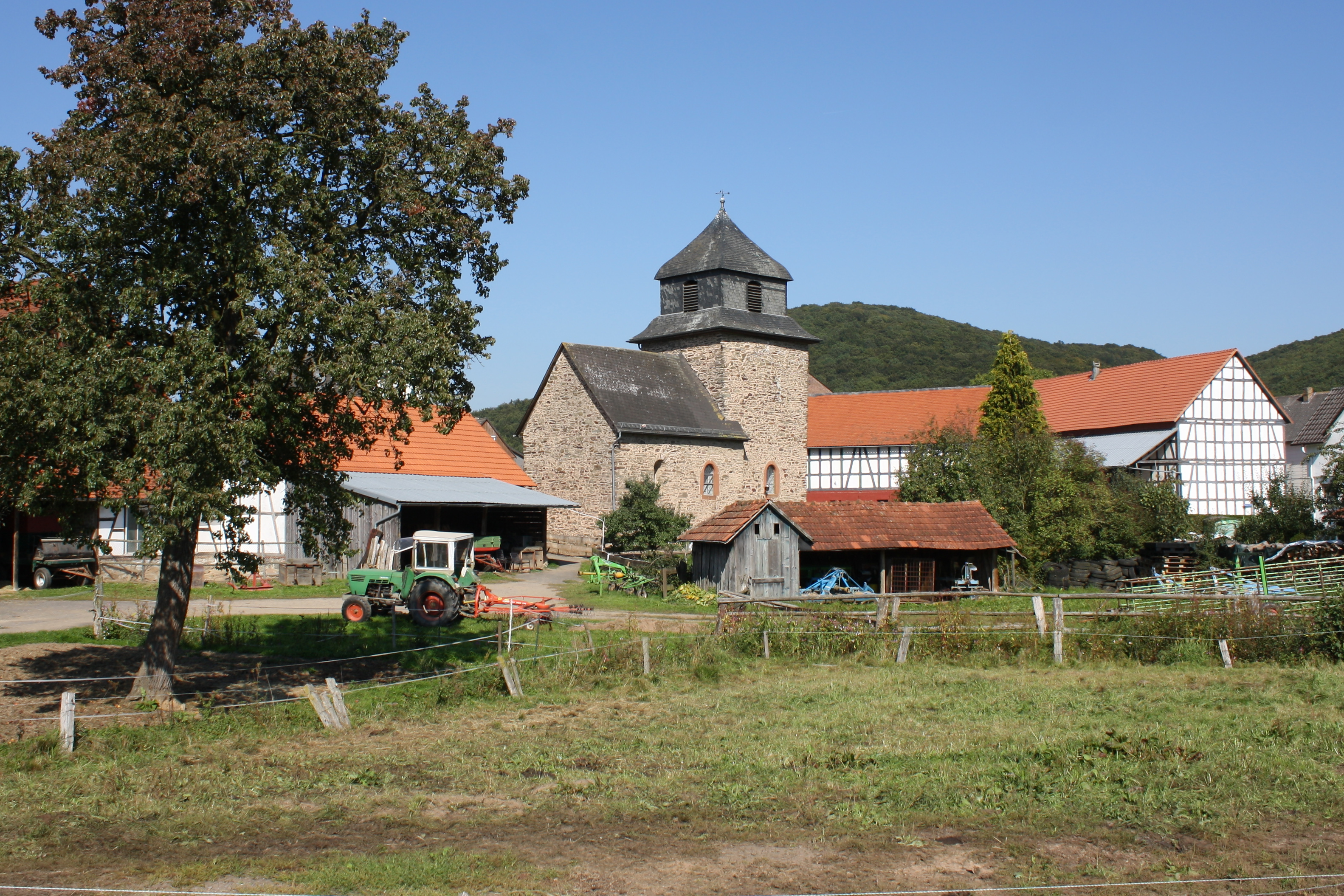
Kirche Dilschhausen

Die evangelische Kirche Dilschhausen ist ein denkmalgeschütztes Kirchengebäude in Dilschhausen, einem Stadtteil von Marburg, der Kreisstadt des Landkreises Marburg-Biedenkopf (Hessen). Sie gehört zur Kirchengemeinde Weitershausen-Dilschhausen im Kirchenkreis Marburg der Evangelischen Kirche von Kurhessen-Waldeck.
Die kleine spätromanische Chorturmanlage aus Bruchstein wurde im 13. Jahrhundert errichtet und um 1700 erneuert. Sehenswert ist die Kanzel mit Engelsköpfen.